# ابراهیم ارکال
ابراهیم ارکال(به ترکی استانبولی: İbrahim Erkal)؛ ۱٠ اکتبر ۱۹۶۷، ۱۱ مهٔ ۲٠۱۷) خواننده، ترانه‌سرا، آهنگساز و بازیگر اهل ترکیه بود.

## زندگی شخصی
ابراهیم ارکال پس از آن که هواداران زیادی را به خود جذب کرد، در سال ۲٠٠۳ با فیلیز آک‌گون ازدواج رسمی خود را آغاز کرد. این زندگی مشترک تا لحظه درگذشت ارکال ادامه داشت. حاصل این زندگی مشترک، ۳ فرزند با نام‌های دلاراخدیجه، لِوِنت و الیف‌سو ارکال می‌باشد.

## ساخت آلبوم و ورود به عرصهٔ موسیقی
او اولین آلبوم خود را به نام Sensiz Yaşıyamam با نام مستعمار İbrahim Güzelses در سال ۱۹۸۴ منتشر کرد. بعد از آن او مجدداً اولین آلبوم خود را با نام خود در سال منتشر کرد. در همین سال آلبومی دیگر به نام Sarhoş Bakı را منتشر کرد. چهار آلبوم دیگر را در سال ۱۹۹۳ Tutku، در سال ۱۹۹۴ Ölümüne Cim Bom، در سال ۱۹۹۵ Sıra Bende / Aklımdasın و در سال ۱۹۹۶ Gönlünüze Talibim منتشر کرد. وی در سال ۱۹۹۷ میلادی، طرفدار بسیاری را به خود جذب کرد. سپس در سال ۱۹۹۸ آلبوم محبوب Sırılsıklam را بیرون داد.

## درگذشت

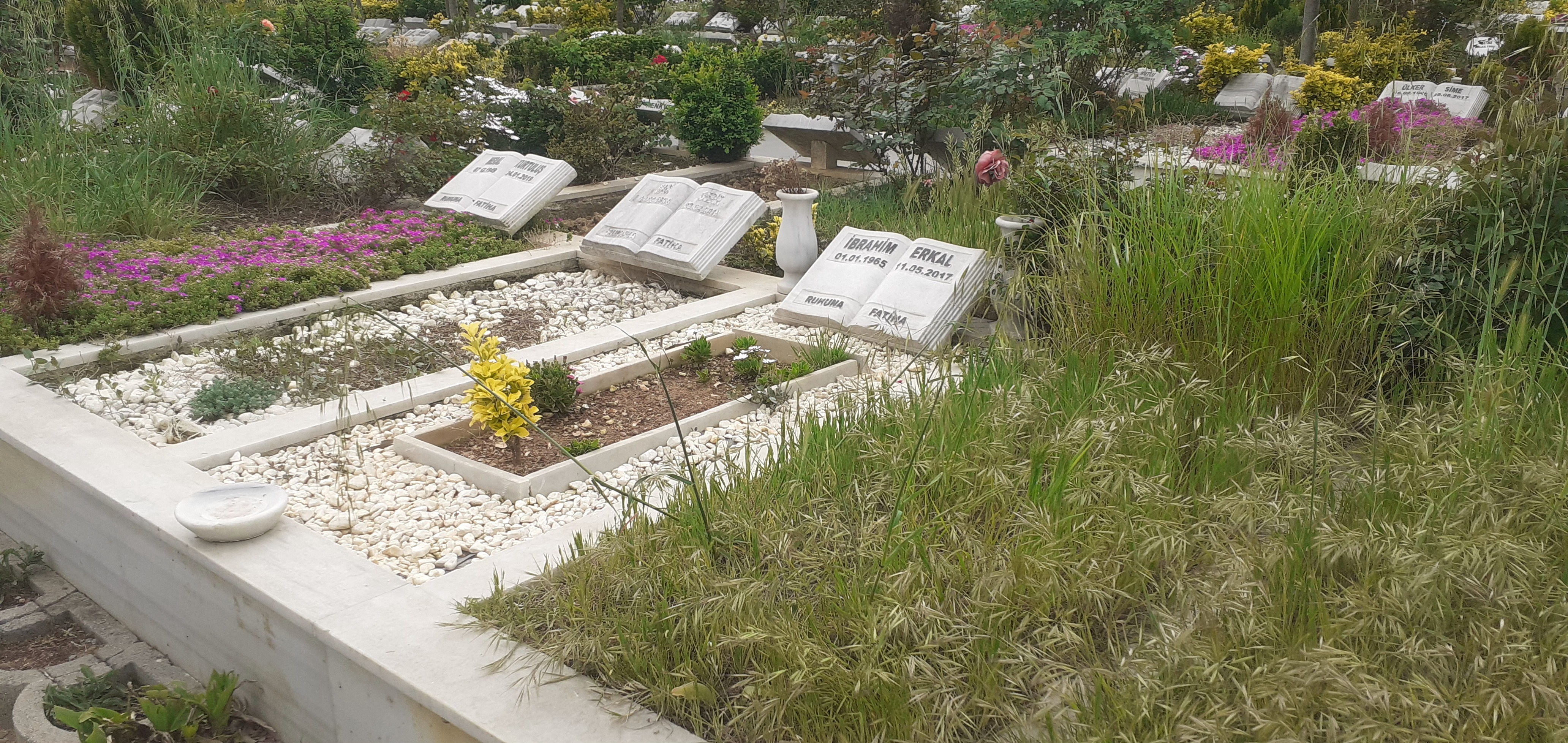

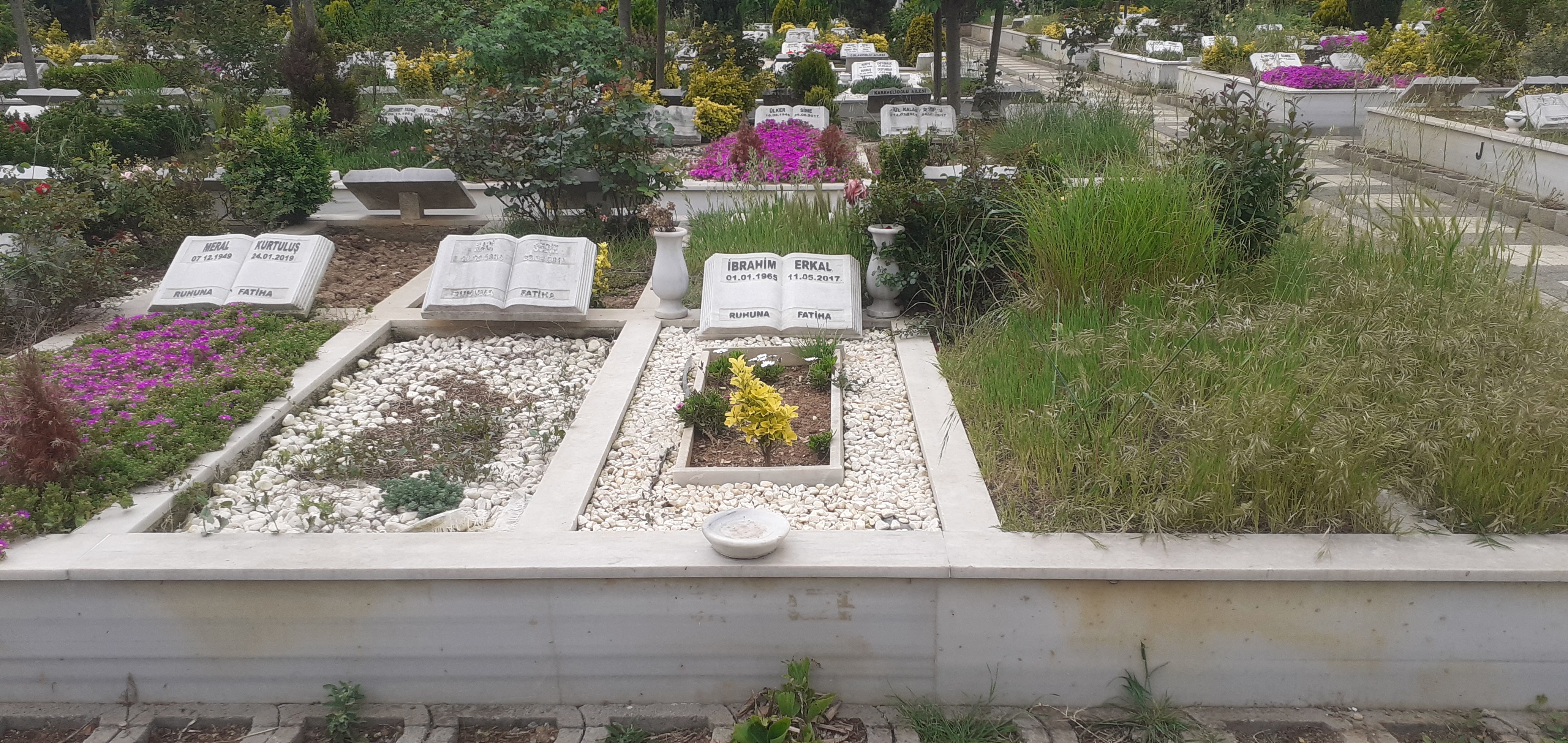
مزار ابراهیم ارکال (۲٠۲۴ میلادی)

ابراهیم ارکال در سال ۲٠۱۷ میلادی در پارکینگ منزل شخصی‌اش دچار خونریزی مغزی شد. او پس از این واقعه تحت مراقبت‌های شدید بیمارستان بود. سپس چند روز بعد وی به علت فشار خون بالا و خونریزی شدید مغزی درگذشت.
پس از درگذشت ارکال، وی را با هواداران بسیار زیادش در گورستان قره‌چه‌احمد (به ترکی استانبولی: Karacaahmet) به خاک سپردند.

## آلبوم‌ها
- Sarhoş Baki (مشاهده مستی‌گرایانه) (1984)
- Sensiz Yaşıyamam (بدون تو نمی‌توانم زندگی کنم) (1986)
- Tutku (اشتیاق) (1993)
- Ölümüne Cim Bom (بوم بوم برای مرگت) (1994)
- Sıra Bende/Aklımdasın (نوبت من است/در ذهنم هستی) (1995)
- Gönlünüze Talibim (آرزوی دلتان را دارم) (1996)
- Sırılsıklam (خیس شدن) (1998)
- De Get Yalan Dünya (بگو و برو ای دنیای اشتباه) (2000)
- Su Gibi (همانند آب) (2001)
- Aşknâme (عشق‌نامه) (2002)
- Gönül Limanı (بندر دل‌ها) (2004)
- Yüreğinden Öpüyorum/Gülüm (قلبت را می‌بوسم/گل من)  (2006)
- Aranağme (جستجو کنید) (2008)
- Burnumda Tütüyorsun (از بینی‌ام استعمال می‌کنی) (2011)
- Nefes (Vol.1) (نفس (نسخه اول)) (2015)
- Ömrüm/Nefes (Vol. 1) (عمرم/نفس (نسخه اول)) (2017)

آلبوم «حرمت» (به ترکی استانبولی: Hürmet) در سال ۲٠۲۳ و در ۳ نسخه متفاوت توسط چند خواننده از هواداران وی، ساخته شد و آهنگ‌های محبوب وی مانند «جانیسی»، «تنها هستم» و «دوست ندار» توسط چند خواننده محبوب ترکیه‌ای مانند سردار اورتاچ، جیلان، آلیشان، هاکان آلتون، تِفو، سِکو و دیگر خوانندگان ترکیه خوانده شده و به این آلبوم‌ها انتقال داده شدند.

## فیلم‌ها
- Canısı (1997)
- Gata (2008)